# Архангельський (кратер)
Архангельський (рос. Архангельский, англ. Arkhangelsky) — це метеоритний кратер у квадранглі Argyre на планеті Марс. Він розташований за координатами 41,4° пд. ш. та 24,8° зх. д. Його діаметр становить 116.83 км. Кратер був названий на честь російського геолога Андрія Архангельського a Russian geologist.